# VK Langemark-Poelkapelle
VK Langemark-Poelkapelle is een Belgische voetbalclub uit Langemark. De club is aangesloten bij de KBVB met stamnummer 9650 en heeft rood als clubkleur.

## Geschiedenis
VK Langemark-Poelkapelle is de voortzetting van KFC Langemark dat in 2015 in vereffening ging. KFC Langemark was opgericht in de jaren 50 en actief in de provinciale reeksen. In 2014/15, toen men in Eerste Provinciale speelde, zou de club in vereffening gaan. Vrijwillig meerdere reeksen zakken was niet mogelijk, dus besloot men een nieuwe club op te richten om op het allerlaagste niveau, Vierde Provinciale, een nieuwe start te maken.
Zo werd VK Langemark-Poelkapelle opgericht, dat aansloot bij de Voetbalbond met stamnummer 9650 en in de laagste reeks van start ging. Het oude stamnummer 5645 van KFC Langemark werd geschrapt.
In 2022 werd er een kunstgrasveld aangelegd op terrein 1.
In het seizoen 2023/2024 kon het via de eindronde promoveren naar derde provinciale.